# Дол (Јура)
Дол (фр. Dole) је насељено место у Француској у региону Франш-Конте, у департману Јура.
По подацима из 2011. године у општини је живело 24.009 становника, а густина насељености је износила 625,56 становника/km².

## Демографија
| 1962.  | 1968.  | 1975.  | 1982.  | 1990. | 2011.  |
| ------ | ------ | ------ | ------ | ----- | ------ |
| 24.525 | 27.188 | 29.295 | 26.889 | 6.577 | 24.009 |